# Friedrich Lorenz (Autor)
Friedrich Lorenz (* 19. Juni 1898 in Wien; † 25. Dezember 1964 ebenda) war ein österreichischer Schriftsteller und Journalist. Ab 1956 war er Chefredakteur der Tageszeitung Neues Österreich.

## Werke
- Odysseus und Penelope, 1936.
- Väter der Maschinenwelt. Unbekannte Erfinderschicksale aus fünf Jahrhunderten, Berlin/Wien/Leipzig, Zsolnay 1936.
- Sokrates, Wien/Leipzig, Speidel 1938. Neuauflage: Wien, Speidel 1953.
- Odysseus, Wien, Speidel 1948.
- Der Gärtner von Ebergöc, Wien, Neues Österreich 1949.
- Die Entdeckung des Lebens. Der Roman der biologischen Forschung, Wien, Neff 1949.
- Der unbekannte Prophet, Ein Roman im Schatten der Guillotine, Wien, Erasmus 1949.
- Zwillinge aus einem Ei, 1950.
- Die schwarzen Götter, Wien, Erasmus 1951.
- Sieg der Verfemten. Forscherschicksale im Schatten des Riesenrades, 1952. Roman über den österreichischen Biologen Paul Kammerer.
- Hippokrates. Die Abenteuer des ersten Arztes, Wien, Speidel 1953.
- Lorenz Böhler, der Vater der Unfallchirurgie. Eine Festgabe des Verlages Wilhelm Maudrich zum 70. Geburtstag, Wien 1955.
- Geheimnisvolle Welt der Strahlen. Der Roman ihrer Erforschung, Wien, Jugend und Volk 1957(mit Emil Machek); englische Übersetzung von Ewald Osers: The Mysterious World of Rays, London, Harrap 1961.
- Leben nach Maß, Hamburg/Wien, Zsolnay 1960.